# Чхусок
Чхусок (кор. 추석,秋夕, дословно осенний вечер) — корейский традиционный праздник. Празднуется 15 числа 8 лунного месяца. В Южной Корее Чхусок, а также день до и после него, являются нерабочими. Во время Чхусока корейцы обычно едут к себе на родину для встречи с родственниками.

## История праздника
Некоторые корейские историки полагают, что история Чхусока восходит к эпохе Силла и отождествляют его с праздником «Кабэ», упомянутом в Самгук саги.

## Традиционные блюда
Обязательным для наличия на столе блюдом является сонпхён — маленький тток (рисовый пирог), который приобретает хвойный сосновый аромат благодаря замешиванию теста на доске, посыпанной сосновыми иголками. Считается, что семья должна готовить сонпхёны вместе.
Также на стол подают алкоголь и лепёшки чжон из мучного теста с добавлением яиц, мелко нарезанных и приправленных рыбы или мяса, а также овощей, обжаренные в масле.

## Обычаи
Праздник Чхусок совпадает с осенней порой сбора урожая — порой изобилия и достатка. Во время Чхусока за одним столом собираются родственники, которые съезжаются со всех уголков Кореи. Они облачаются в ханбок, совершают церемонию поминовения предков чеса, в которой используется алкоголь, приготовленный из риса нового урожая. После завершения церемонии все едят приготовленную пищу и ведут беседы.
На Чхусок принято танцевать (тхальчхум, кангансуллэ), играть на музыкальных инструментах (самуллори), петь песни, играть в игры (ссирым) и так далее.

## Даты праздника Чхусок по григорианскому календарю
Чхусок проводится в следующие дни:
- 13 сентября 2019
- 1 октября 2020
- 21 сентября 2021
- 10 сентября 2022
- 28 сентября 2023